# Barrera hematocefalorraquídia
La barrera hematocefalorraquídia és una barrera selectivament permeable entre la sang i el líquid cefalorraquidi. Als plexes coroides, es compon de les cèl·lules epitelials i les unions entre elles, mentre que al cervell es compon de la membrana aracnoide. Entre les seves funcions principals hi ha la neuroprotecció i el manteniment de l'homeòstasi del sistema nerviós central. El trimetoprim i el sulfametoxazol són dos dels medicaments capaços de travessar la barrera hematocefalorraquídia.